# Archipel de Stockholm
Pour les articles homonymes, voir Stockholm (homonymie).
L’archipel de Stockholm (en suédois Stockholms skärgård) est le plus vaste archipel de Suède, et l'un des plus importants de toute la mer Baltique. 

## Présentation
Il s'étend sur une soixantaine de kilomètres à l'est de Stockholm, jusqu'aux îles d'Åland, et sur près de 120 kilomètres le long de la côte est de la Suède. Il est composé de quelque 24 000 îles de toutes tailles.
Les îles de l'archipel ont été formées par l'élévation du terrain, qui gagne encore de nos jours environ cinq millimètres par an. Les paysages proposés sont très variés, allant de la plage de sable fin à la roche nue en passant par les forêts couvertes de myrtilles.
Les îles de l'archipel sont très faiblement peuplées, et si elles étaient historiquement des terres de pêcheurs, elles sont aujourd'hui un lieu de balade et de villégiature très apprécié des habitants de Stockholm et de sa région.
La ville de Vaxholm, située au nord de Stockholm est considérée comme la capitale de l'archipel. Le village d'Ytterby est quant à lui célèbre parmi les chimistes pour avoir fourni le nom de quatre éléments : l'erbium, le terbium, l'ytterbium et l'yttrium.
Beaucoup de poètes, d'écrivains et d'artistes ont été influencés et même fascinés par l'archipel de Stockholm. On peut citer parmi eux August Strindberg, Ture Nerman, Ernst Didring ou encore Aleister Crowley.
L'archipel comprend deux parcs nationaux, le parc national d'Ängsö et celui de Nämdöskärgården.

## Géographie

### Îles de l'archipel
Plus grandes îles du nord au sud
- Björkö (sv)
- Blidö
- Yxlan
- Ljusterö
- Ingmarsö
- Möja
- Vindö
- Värmdö
- Ingarö
- Runmarö
- Nämdö
- Ornö
- Muskö
- Utö
- Nåttarö
- Torö

Autres îles connues
- Ålö
- Arholma
- Bullerön
- Fejan
- Fjärdlång
- Furusund
- Grinda
- Grönskär
- Husarö
- Löparö
- Norröra
- Rånö
- Rödlöga
- Sandhamn
- Siarö
- Söderöra
- Svartlöga
- Svartsö

Groupes d'îles de l'archipel extérieur
- Björkskär
- Fjäderholmarna
- Fredlarna
- Gillöga
- Horssten
- Huvudskär
- Kallskär
- Lilla Nassa
- Lygna
- Norrpada
- Stora Nassa
- Svenska Högarna

### Fjärds
Parmi les fjärds  les plus connus de l'archipel de Stockholm, on peut citer:
- Askrikefjärden
- Baggensfjärden
- Erstaviken
- Horsfjärd
- Ingaröfjärden
- Jungfrufjärden
- Kanholmsfjärden
- Kyrkfjärden
- Långgarnsfjärden
- Lilla Värtan
- Mysingen
- Nämdöfjärden
- Saltsjön
- Saxarfjärden
- Stora Värtan
- Trälhavet

### Localités de l'archipel
- Dalarö
- Furusund
- Finnhamn
- Grinda
- Kapellskär
- Landsort
- Möja
- Norrtälje
- Nynäshamn
- Stavsnäs
- Sandhamn
- Spillersboda
- Utö
- Värmdö
- Vaxholm
- Ytterby

## Réserves naturelles
- Biskopsö
- Björnö
- Boskapsön
- Bullerö
- Dalarö
- Finnhamn
- Gålö
- Grinda
- Hjälmö-Lådna
- Kapellskär
- Långviksskär
- Möja
- Möja-Björndalen
- Munkö
- Nämdö
- Stickelsberg
- Spillersboda
- Stora Nassa
- Storö-Bockö-Lökaö
- Villinge-Boskapsö

## Sport
Long de 270 kilomètres, le sentier de l'archipel de Stockholm est un défi prisé des sportifs.
La compétition de swimrun la plus prestigieuse au monde, Ö till ö (en français « d'île en île »), a lieu chaque année au mois de septembre dans l'archipel.

## Galerie

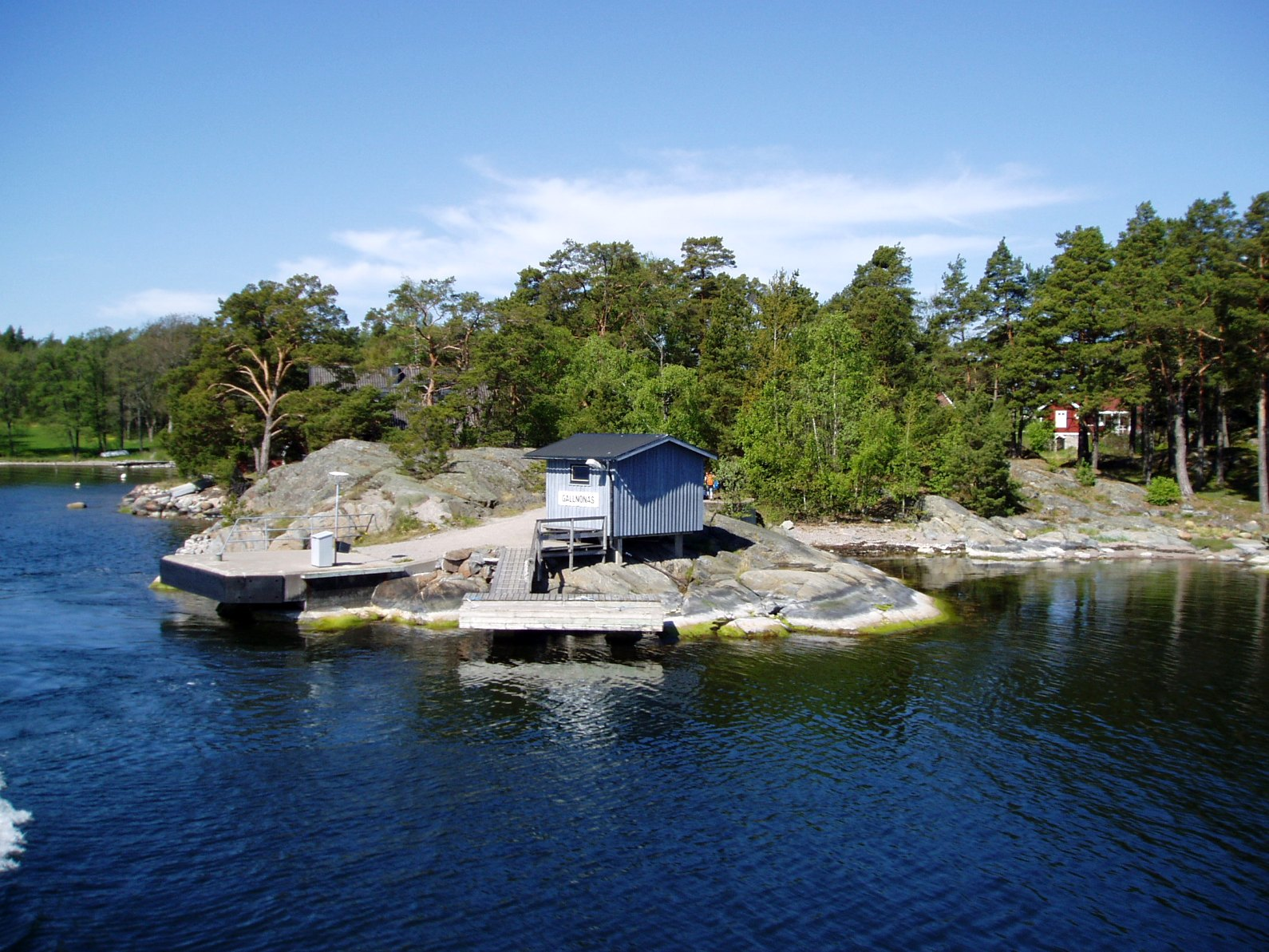
Jetée de Gällnönäs.
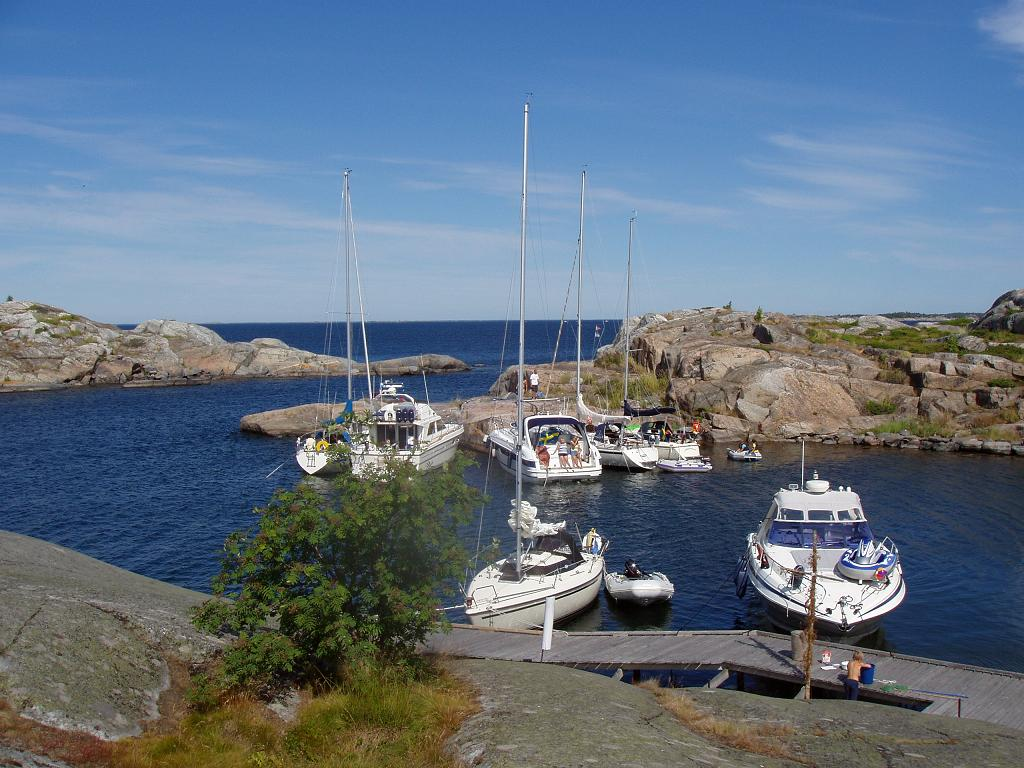
Port de l'île Sprickopp.
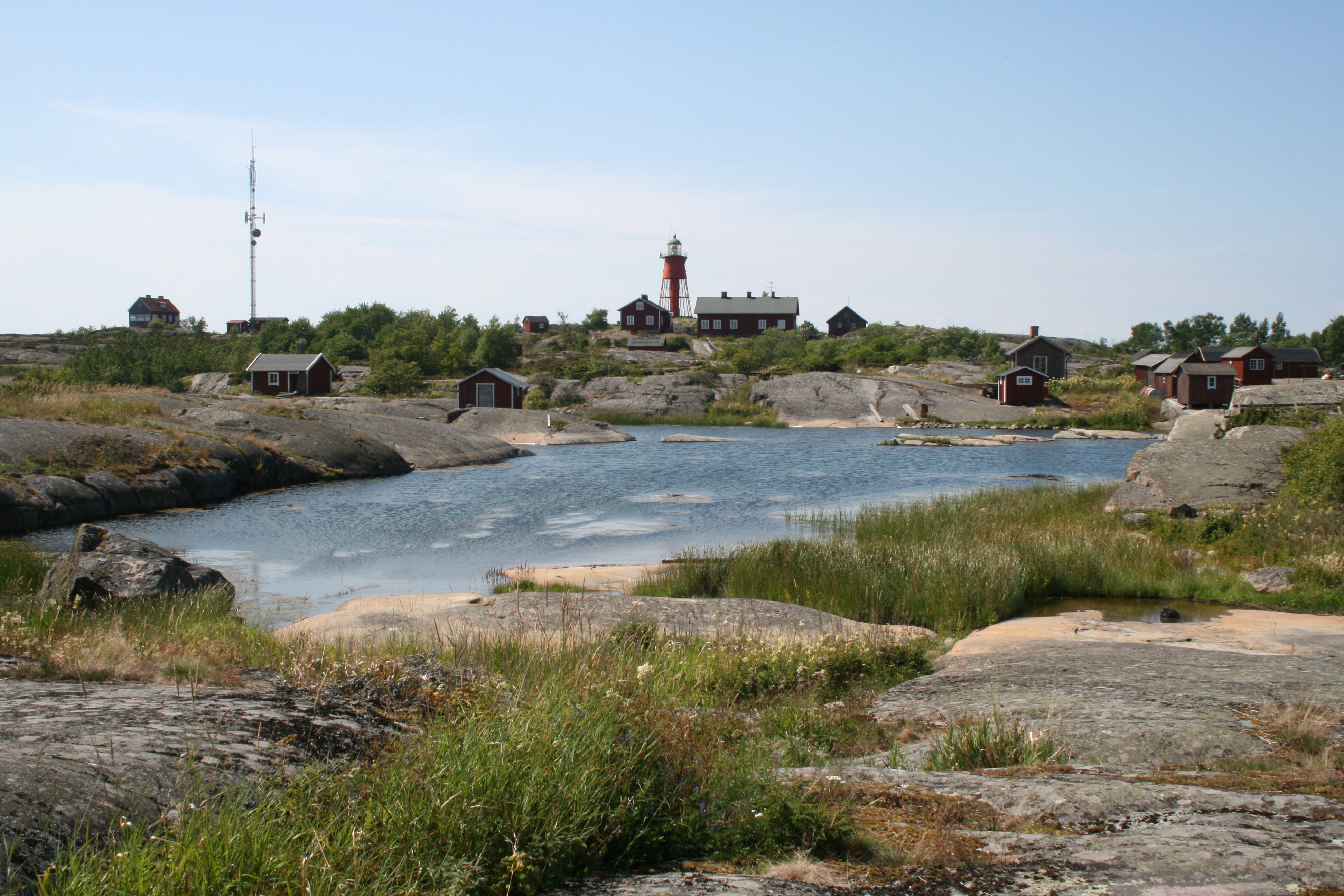
Port de l'île Svenska Högarna
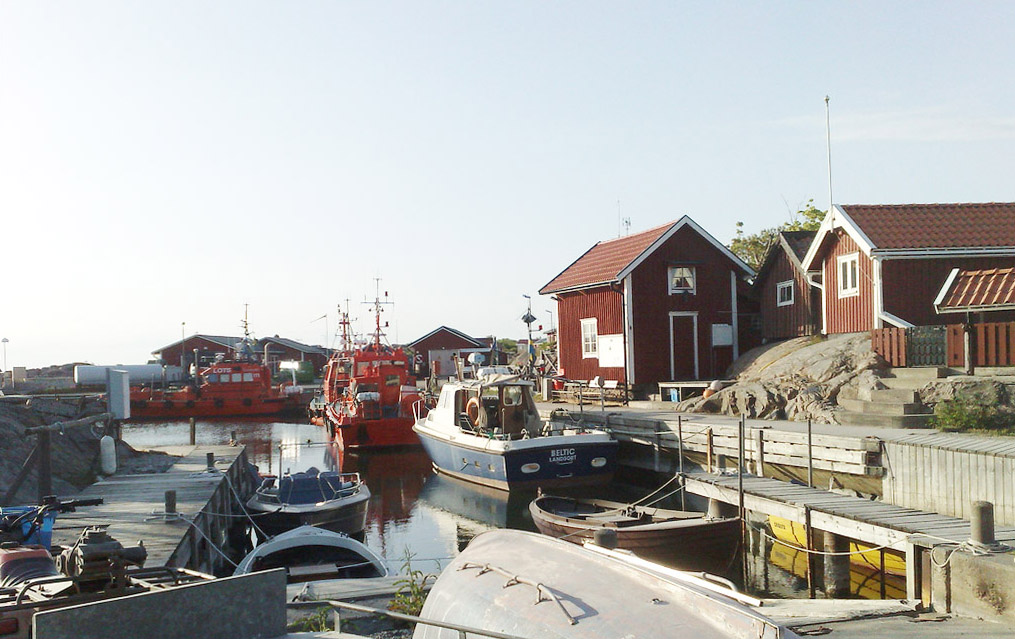
Poste de pilotage à Landsort.
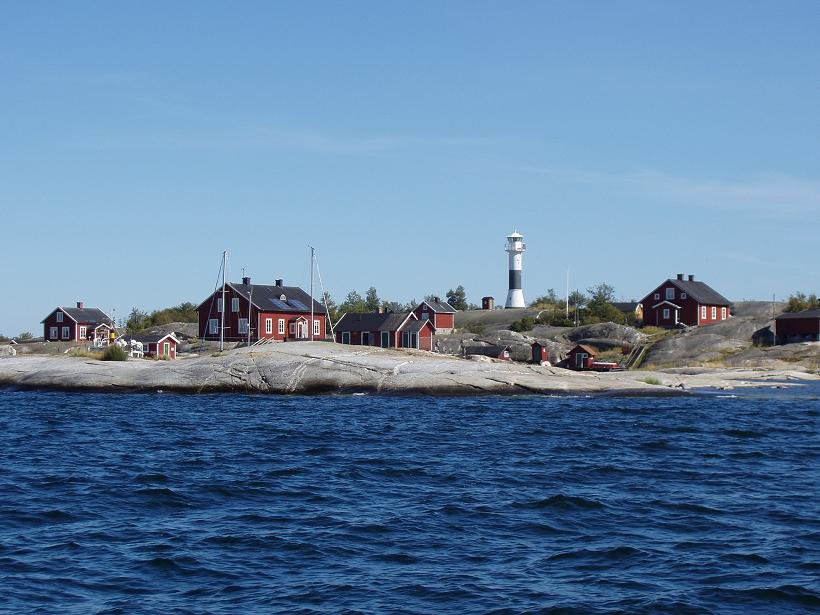
Phares et bâtiments de Huvudskär.

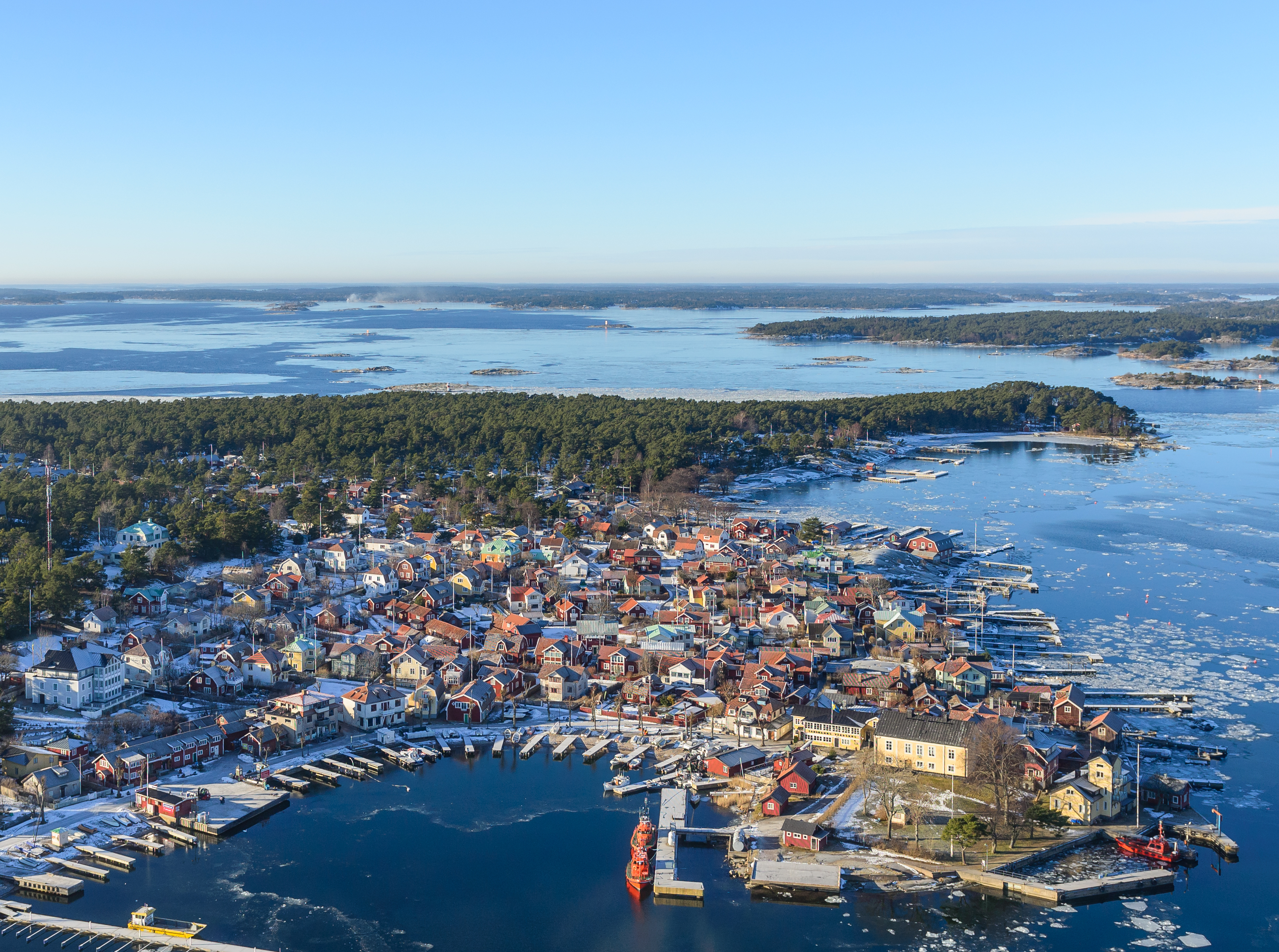
Sandhamn.
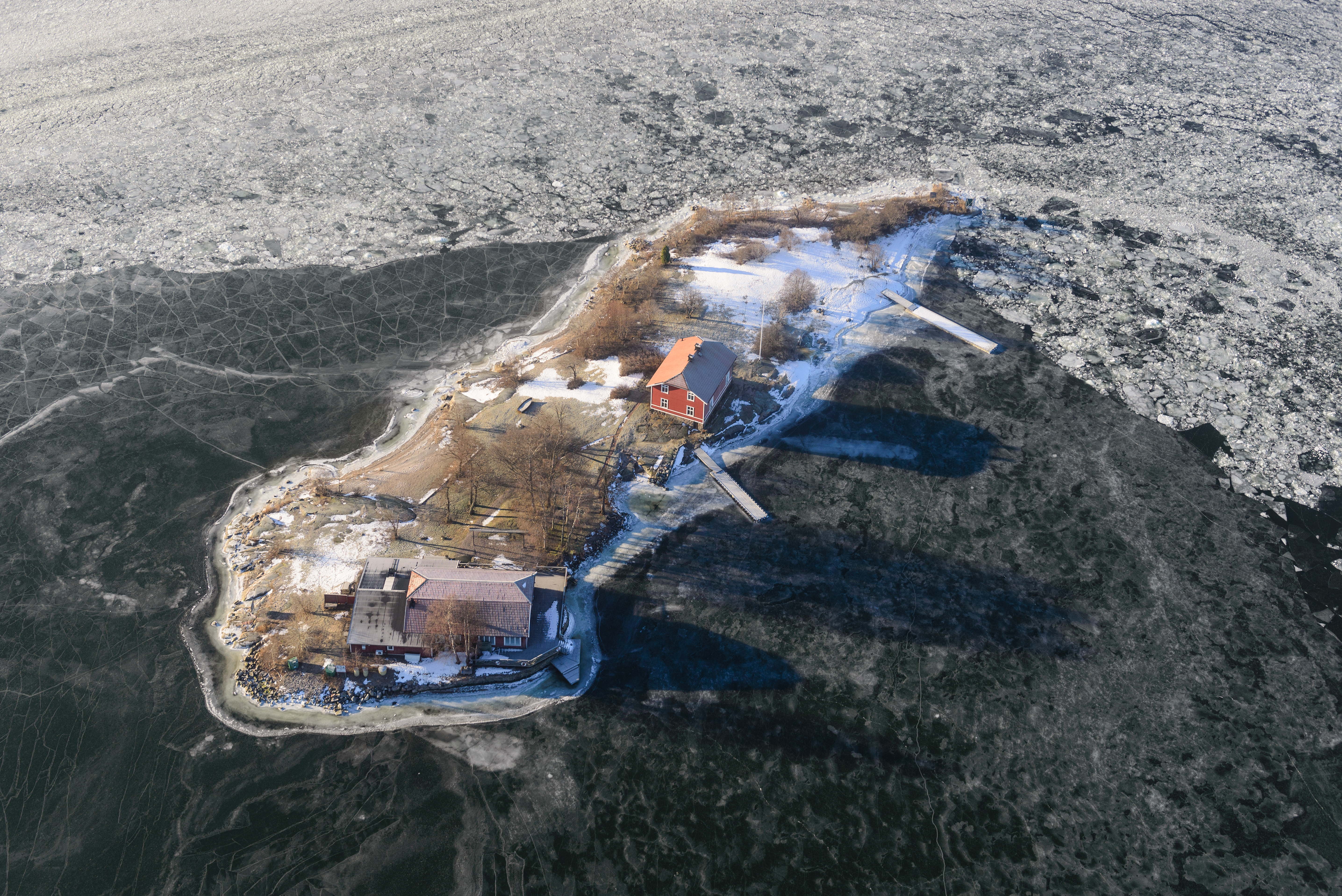
La petite île de Bastugrundet
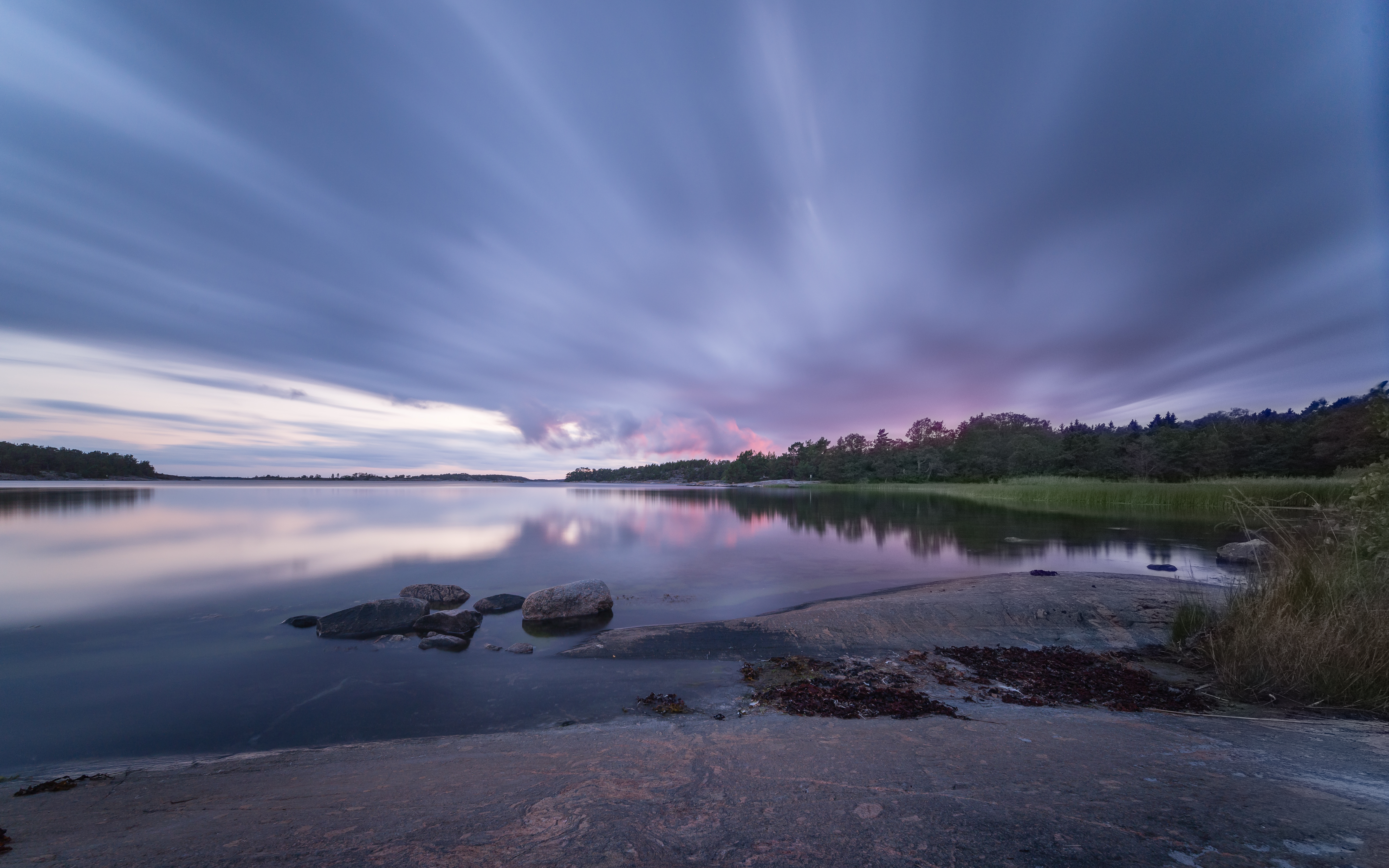
La réserve naturelle de Fjärdlång, Août 2017.
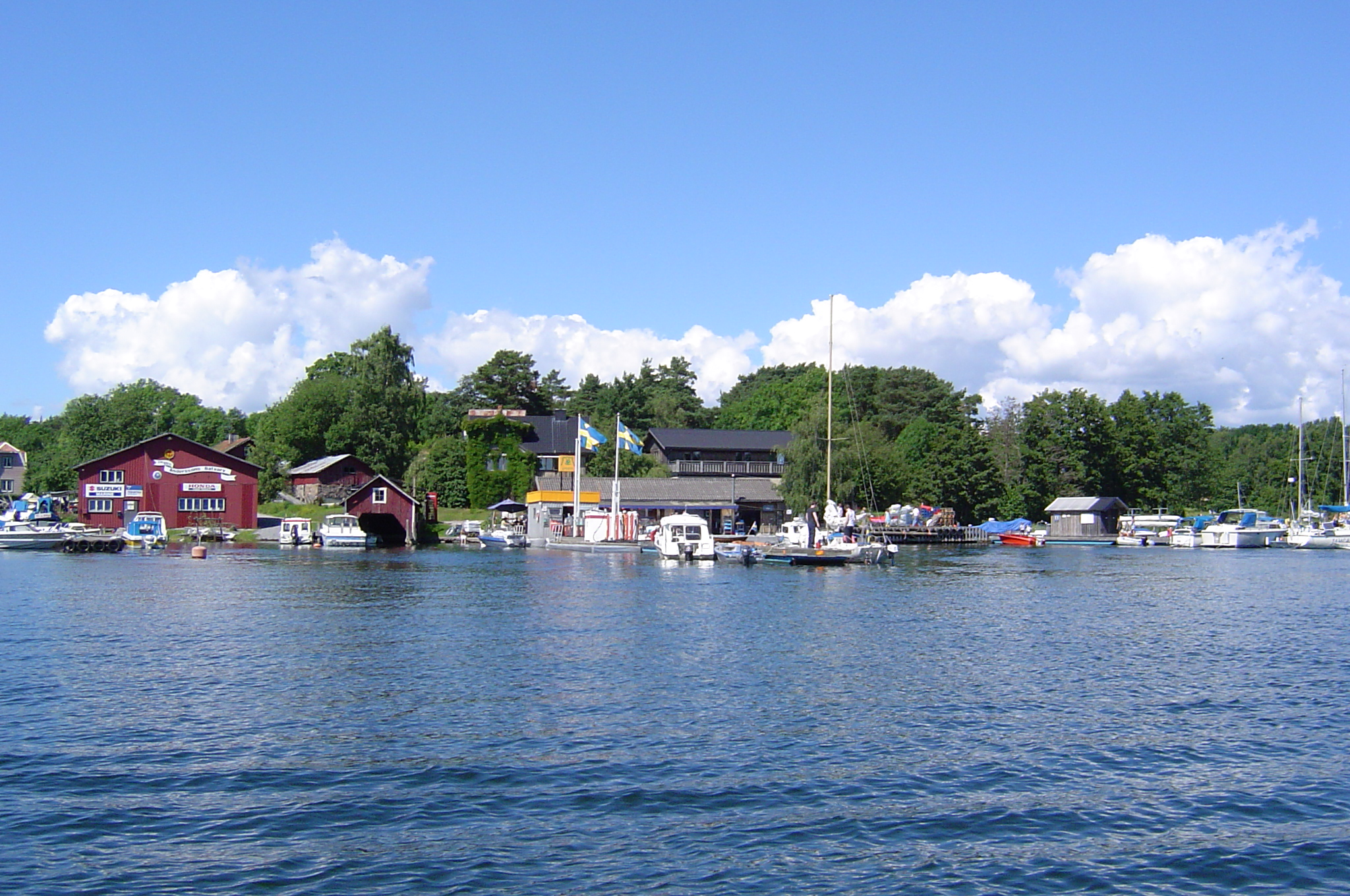
L'île Norra Stavsudda
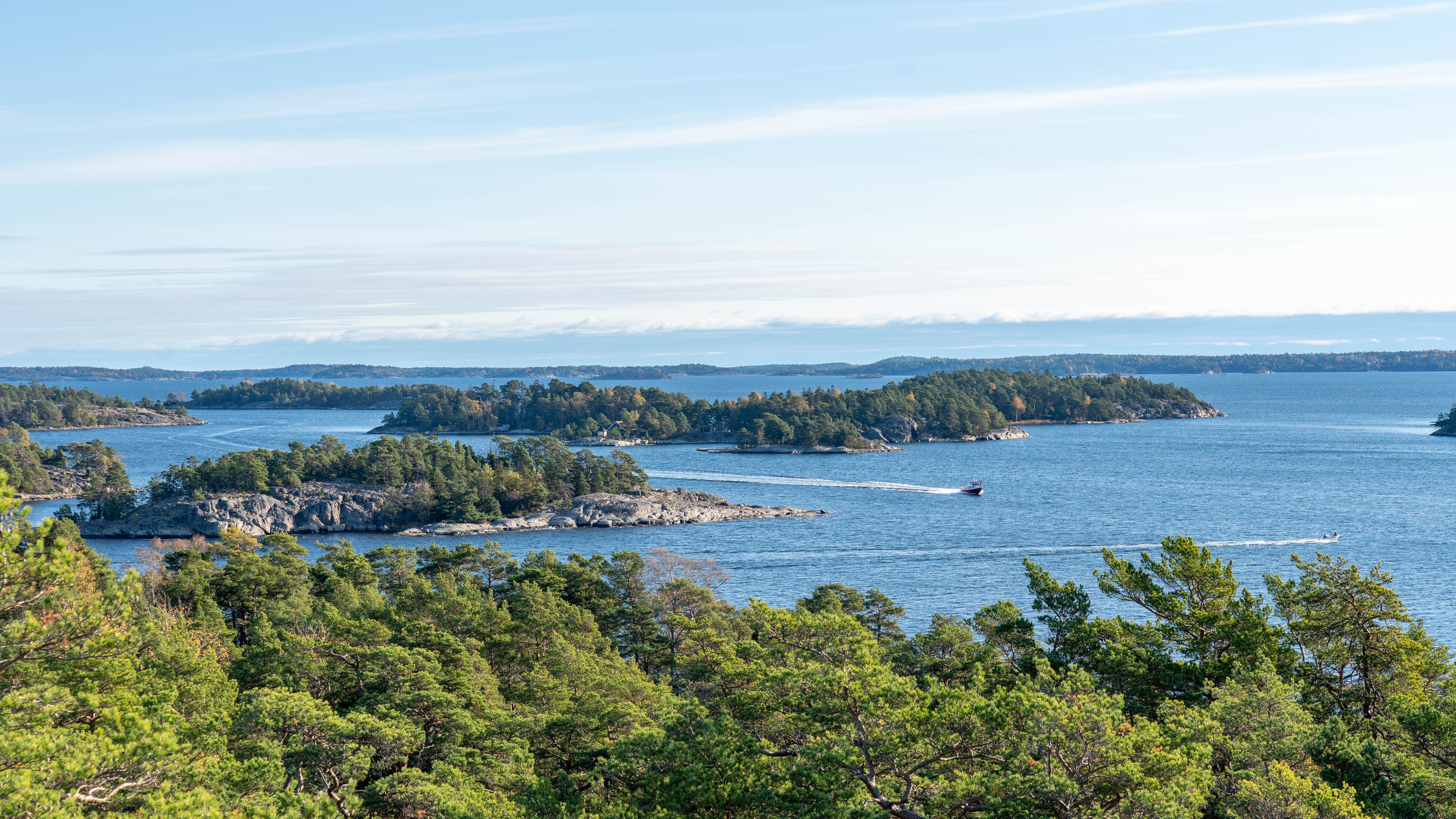
Îles de l’archipel vues de la réserve naturelle de Björnö.